# كأس تيريزا هيريرا
كأس تيريزا هيريرا (بالإسبانية: Trofeo Teresa Herrera)‏ هي بطولة كرة قدم سنوية تستعد للموسم الجديد يستضيفها ديبورتيفو لاكورونيا في ملعب ريازور.

## التاريخ
المباراة الأولى عام 1946 كانت مباراة بين إشبيلية وأتلتيك بيلباو؛ فاز إشبيلية بالمباراة 3–2.

## وصلات خارجية
- كأس تيريزا هيريرا على مؤسسة إحصاءات وثيقة لرياضة كرة القدم (بالإنجليزية)